# Begonia stipularis
Espèce
Begonia stipularis est une espèce de plantes de la famille des Begoniaceae. Ce bégonia est originaire du Brésil. L'espèce a été décrite en 1801 par Kurt Sprengel (1766-1833). L'épithète spécifique stipularis signifie « avec des stipules ».

## Répartition géographique
Cette espèce est originaire du pays suivant : Brésil.